# Ral·li Dakar 2016
L'edició de 2016 del Ral·li Dakar fou la 37a d'aquesta prova, organitzada per l'Amaury Sport Organisation. Es va disputar entre el 3 i el 16 de gener d'aquest any, amb el podi inicial i una etapa pròleg el 2 de gener, per vuitena vegada consecutiva a Amèrica del Sud, després de la cancel·lació de l'edició de 2008 a Àfrica per amenaces terroristes. En aquesta oportunitat, el ral·li es disputà a l'Argentina i Bolívia.
Des que la prova es disputa a Amèrica del Sud, va ser la primera vegada que Xile no va formar part de la competència; a l'abril de 2015 el govern d'aquest país va anunciar que destinaria recursos econòmics a la reconstrucció per danys ocasionats pels temporals del nord de Xile de 2015.
El 24 d'agost de 2015, el govern del Perú, a través del Ministeri de Comerç Exterior i Turisme, va confirmar que es retirava de la competència, ja que prioritzarien els danys eventuals que els pogués generar el fenomen del Niño.

## Etapes
Recorregut oficial lliurat per l'organització
| Etapa       | Data                                 | Des de                               | Fins a                               | Motos i Quads                        | Motos i Quads                        | Cotxes                               | Cotxes                               | Camions                              | Camions |
| Etapa       | Data                                 | Des de                               | Fins a                               | km                                   | SS                                   | km                                   | SS                                   | km                                   | SS      |
| ----------- | ------------------------------------ | ------------------------------------ | ------------------------------------ | ------------------------------------ | ------------------------------------ | ------------------------------------ | ------------------------------------ | ------------------------------------ | ------- |
| P.॥॥        | 2 de gener                           | Buenos Aires                         | Rosario                              | 346                                  | 11                                   | 346                                  | 11                                   | 346                                  | 11      |
| 1           | 3 de gener                           | Rosario                              | Vila Carlos Paz                      | 632                                  | 227                                  | 662                                  | 258                                  | 662                                  | 258     |
| 2           | 4 de gener                           | Vila Carlos Paz                      | Termes de Riu Profund                | 786                                  | 450                                  | 858                                  | 521                                  | 858                                  | 521     |
| 3           | 5 de gener                           | Termes de Riu Profund                | San Salvador de Jujuy                | 663                                  | 314                                  | 663                                  | 314                                  | 663                                  | 314     |
| 4M          | 6 de gener                           | San Salvador de Jujuy                | San Salvador de Jujuy                | 629                                  | 429                                  | 629                                  | 429                                  | 619                                  | 418     |
| 5           | 7 de gener                           | San Salvador de Jujuy                | Uyuni                                | 624                                  | 327                                  | 624                                  | 327                                  | 624                                  | 327     |
| 6           | 8 de gener                           | Uyuni                                | Uyuni                                | 723                                  | 542                                  | 723                                  | 542                                  | 600                                  | 295     |
| 7           | 9 de gener                           | Uyuni                                | Salta                                | 793                                  | 353                                  | 793                                  | 353                                  | 793                                  | 353     |
| 10 de gener | Dia de descans a la ciutat de Salta. | Dia de descans a la ciutat de Salta. | Dia de descans a la ciutat de Salta. | Dia de descans a la ciutat de Salta. | Dia de descans a la ciutat de Salta. | Dia de descans a la ciutat de Salta. | Dia de descans a la ciutat de Salta. | Dia de descans a la ciutat de Salta. |         |
| 8           | 11 de gener                          | Salta                                | Belén                                | 766                                  | 393                                  | 766                                  | 393                                  | 766                                  | 393     |
| 9           | 12 de gener                          | Belén                                | Belén                                | 436M                                 | 285M                                 | 396                                  | 285                                  | 396                                  | 285     |
| 10          | 13 de gener                          | Belén                                | La Rioja                             | 561                                  | 278                                  | 763                                  | 278                                  | 763                                  | 278     |
| 11          | 14 de gener                          | La Rioja                             | Sant Joan                            | 712                                  | 431                                  | 712                                  | 431                                  | 712                                  | 431     |
| 12          | 15 de gener                          | Sant Joan                            | Vila Carlos Paz                      | 931                                  | 481                                  | 866                                  | 267                                  | 866                                  | 267     |
| 13          | 16 de gener                          | Vila Carlos Paz                      | Rosario                              | 699                                  | 180                                  | 699                                  | 180                                  | 699                                  | 180     |

- M: Etapa Marató (sense parc d'assistència).

## Participants
Van participar un total de 354 vehicles: 136 motos, 45 cuatrimotos, 110 cotxes i 55 camions. Destaca la participació del nou vegades campió del Mundial de Ral·li, Sébastien Loeb i de Mikko Hirvonen que van fer el seu debut en 2016, conduint per Peugeot i MINI, respectivament.
En total van participar 561 competidors,incloses deu dones (tres espanyoles, tres franceses, dues argentines, una xinesa i una sueca) en totes les categories menys en camions.

### Cotxes
En la categoria Cotxes, es van inscriure 110 automòbils. Més de la meitat dels pilots (65) van pertànyer a Europa (21 francesos, 8 neerlandesos, 6 txecs, 5 espanyols, 5 italians, 3 lituans, 3 polonesos, 2 alemanys, 2 britànics, 1 finlandès, 1 hongarès, 1 portuguès, 1 rus), trenta-sis a Sud-amèrica (16 argentins, 6 bolivians, 5 xilens, 4 brasilers, 2 veneçolans, 1 colombià, 1 paraguaià, 1 peruà), cinc d'Àfrica (tots sud-africans), vuit d'Àsia (3 xinesos, 2 saudites, 1 de Qatar, 1 japonès, 1 kazakhs) i dos d'Amèrica del Nord (tots dos nord-americans). No es van inscriure pilots de Centreamèrica, del Carib ni d'Oceania.
La majoria dels cotxes inscriptos van ser fabricats per l'empresa japonesa Toyota (43); la resta es va distribuir entre 23 fabricants, entre ells MINI (12), Misubishi (8), Nissan (6), Peugeot (5) i Polaris (5).
Sis dones van participar en la categoria: les argentines Alicia Regna (pilot Toyota) i María de l'Hort Mattar Smith (copilot Nissan), les franceses Eugenie Decre (copilot) i Karine Corvaja (copilot Toyota), la xinesa Guo Meiling (pilot MINI) i la sueca Annie Seel (pilot Desert Warrior).

### Motos
En la categoria motos, per primera vegada des de 2005, no es va inscriure cap dels campions anteriors, particularment Cyril Despres (guanyador en 2005, 2007, 2010, 2012 i 2013), que es va passar a les actuacions i Marc Coma (guanyador en 2006, 2009, 2011, 2014 i 2015), ara director esportiu de la competència. El portuguès Paulo Gonçalves i l'espanyol Joan Barreda Bort, tots dos de Fona, van partir com a favorits a guanyar la prova.
De les 136 motos inscrites 91 (un 68%) van pertànyer a pilots provinents d'Europa (25 francesos, 17 espanyols, 16 neerlandesos, 10 italians, 5 txecs, 5 portuguesos, 3 austríacs, 3 eslovacs, 2 britànics, 2 polonesos, 2 suïssos, 1 alemany, 1 andorrà, 1 romanès, 1 serbi). A Sud-amèrica van pertànyer 31 inscriptos (15 argentins, 6 xilens, 4 peruans, 3 bolivians, 1 brasiler, 1 colombià, 1 uruguaià, 1 veneçolà). A Amèrica del Nord van pertànyer 5 inscriptos (tots nord-americans). D'Àfrica provenen tres motociclistes (1 marroquí, 1 lesothenc, 1 sud-africà). D'Àsia van provenir dos competidors (1 hindú, 1 japonès). De Centreamèrica va provenir 1 competidor (guatemalenc), igual que d'Oceania (australià).
La majoria dels motociclistes (71) van optar per l'empresa austríaca KTM; la resta es va repartir en altres nou fabricants, principalment les japoneses Yamaha (21) i Profunda (14) i l'alemanya Husqvarna (16).
Dues dones van participar en la categoria: les espanyoles Rosa Romero Font i Laia Sanz, ambdues al comandament de motos KTM.

### Quads
En la categoria quadricicles es va destacar el retorn dels germans argentins Marcos Patronelli -absent en l'última edició- i Alejandro Patronelli -que no corria des de 2012-, tots dos guanyadors de dues versions del Dakar cadascun.
Dels 45 competidors inscrits, la majoria (30) eren sud-americans (17 argentins, 4 peruans, 2 bolivians, 2 xilens, 2 colombians,1 brasiler, 1 paraguaià i 1 uruguaià), onze van ser europeus (3 espanyols, 3 francesos, 2 italians, 1 neerlandès, 1 polonès, 1 rus), tres són africans (els tres de Sud-àfrica) i un d'Àsia (Qatar).
Més de la meitat (24) va optar per l'empresa japonesa Yamaha, catorze per la canadenc Ca-Am i set per la també japonesa Fona. En la categoria no van participar competidors centroamericanos, del Carib, nord-americans ni provinents d'Oceania.
Dues dones van participar en la categoria: la francesa Camelia Liparoti (Yamaha) i l'espanyola Covadonga Fernández Suárez (Renegade 800).

### Camions
En la categoria camions, es van inscriure 55 vehicles amb tres tripulants cadascun. Del total de pilots, quaranta-set (85%) van pertànyer a Europa i solament set a la resta del món. Els 47 pilots europeus pertanyien als Països Baixos (19), França (6), República Txeca (6), Bèlgica (4), Rússia (4), Bulgària (3), Espanya (2), Alemanya (1), Andorra (1), Gran Bretanya (1), Portugal (1). Quatre pilots de països de l'Àsia: Japó (2), Aràbia Saudita (1) i Kazakhstan (1).
Tres pilots eren de països de Sud-amèrica: Argentina (2) i Colòmbia (1). Els competidors van triar camions fabricats per dotze fàbriques, les quals s'indiquen a continuació alemanya la MAN (16), la neerlandesa DAF (8), la italiana IVECO (6), la txeca Tatra, la russa Kamaz (4), la belarussa MAZ (3), la francesa Renault trucks (2), la japonesa Hino (2), la neerlandesa Ginaf (3), la txeca LIAZ, la sueca Scania (1) i l'alemanya Mercedes-Benz (1). Aquesta categoria és l'única en la qual no va participar cap dona.

## Incidents
- L'acte N°360 Mini All4Racing, de l'equip X-Raid Team, conduït per la pilot xinesa Guo Meiling, va sofrir un accident en el quilòmetre 6 del pròleg prop de la ciutat d'Esculls, deixant a 10 espectadors ferits.[14]
- L'etapa 1, entre Rosario i Vila Carlos Paz, va ser suspesa per les intenses pluges que van desbordar els rierols que creuaven els camins de l'especial.[15]
- En l'etapa 2, el camió N°509 Renault Trucks K520, de l'equip Mammoet Rallysport, conduït pel pilot neerlandès Martin van den Brink, va resultar completament destruït pel foc, en sofrir un reescalfament en el sistema de frens.[16]
- En l'etapa 4, el pilot fránces Pierre Alexandre Renet, va sofrir un traumatisme de crani en caure de la moto N°51 Husqvarna FR450R, de l'equip Rockstar Energy Husqvarna Factory Racing, en el quilòmetre 400 de l'especial, i va ser traslladat a un centre assistencial de la ciutat de San Salvador de Jujuy.[17]
- En l'etapa 6, el pilot portuguès Ruben Faria, va sofrir fractura de canell en caure de la moto N°8 Husqvarna 450RR, de l'equip Rockstar Energy Husqvarna Factory Racing, va ser traslladat a un centre assistencial a Bolívia. El pilot xilè Ignacio Casale, sofreix fractura de clavícula en bolcar el quads N°251 Yahama Raptor 700, de l'equip Xraids team, en el quilòmetre 369 de l'especial, i va ser traslladat a un centre assistencial.[18] D'altra banda, un altre pilot xilè Marco Reinike, va sofrir múltiples lesions en caure de la moto N°113 KTM 450 Ral·li Replica de l'equip Marco Reinike i va ser atès en el Vivac de Uyuni. La camioneta N°311 Toyota Hilux de l'equip Overdrive Toyota conduïda pel pilot neerlandes Bernhard ten Brinke va ser completament destruïda pel foc a causa d'un problema mecànic.[19]
- L'etapa 7 de motos i cuatriciclos es va suspendre en el quilòmetre 360 per causa de la impetuosa pluja que va assotar la província de Jujuy i que va elevar el nivell dels rierols de manera perillosa. El pilot austríac Matthias Walkner, va sofrir una fractura de fèmur en caure de la seva moto N° 14 KTM 450 Ral·li Replica de l'equip RedBull KTM Factory Team, en el quilòmetre 17 de l'especial.[20] ASO va informar de la defunció d'un espectador de 65 anys, qui va ser atropellat pel pilot francès Lionel Baud a bord de l'acte Mitsubishi Lancer N°409 de l'equip FSD Racing/Desert 1, en el quilòmetre 82.
- L'etapa 9 que comprenia el bucle amb sortida i arribada a la ciutat de Belén a la Província de Catamarca, va ser neutralitzada en aconseguir el quilòmetre 178 a causa de l'efecte de la intensa calor a la zona. Les temperatures van arribar als 47 °C i va afectar, principalment, als pilots de motos i cuatriciclos.[21] Una persona va morir i altres sis van resultar ferides com a resultat d'un xoc múltiple que va involucrar al camió d'assistència N°660 Mercedes Benz de l'equip Proman Desert one i automovil n°409 un Mitsubishi Lancer de l'equip FDS Racing/Desert 1 conduït pel pilot francès Lionel Baud - el mateix que va protagonitzar una tragèdia amb un espectador en l'etapa entre Uyuni i Salta L'accident es va produir a la ciutat de Còrdova, quan un camió particular va envestir al camió d'assistència de Baud -que retornava a Rosario- i est, va atropellar a un Peugeot 505, provocant la defunció del conductor del vehicle.[22]
- Durant l'enllaç cap a Rosario -en l'etapa 13- l'acte N° 312 Chevrolet Gordini conduït pel nord-americà Robby Gordon,va xocar contra una camioneta d'assistència del seu equip -Team Speed Gordini- per passar-se menjar d'un vehicle a un altre en l'autopista Còrdova-Rosario.[23]

## Desenvolupament per etapes

### Pròleg
En aquesta edició del Dakar es va incloure per primera vegada, des que es corre a Sud-amèrica, un pròleg d'onze quilòmetres amb la finalitat d'establir l'ordre de sortida de la primera etapa. Durant el mateix la pilota xinesa Guo Meiling es va despistar en la citat d'Arrecifes (Província de Buenos Aires) atropellant a diversos espectadors i deixant deu ferits, tres d'ells de gravetat, que va portar als organitzadors a suspendre el cronometratge de la categoria camions i part de la categoria d'actuacions.

### Primera etapa
La primera etapa va haver de córrer-se el dia 3 de gener entre la ciutat argentina de Rosario a la província de Santa Fe i la ciutat de Vila Carlos Paz en les Serres de Còrdova. El mateix dia l'etapa va ser cancel·lada a causa de les pèssimes condicions climàtiques que impedien que els vehicles aeris desenganxessin, reduint-se d'aquesta manera les condicions de seguretat dels pilots.
El motociclista sud-africà Wessel Bosman va declarar que "en la meva vida hauria imaginat unes condicions així… Queien mantes d'aigua. L'etapa estava perillosíssima: el rierol més raquític s'havia transformat en un riu. De celebrar-se l'especial hauria causat estralls. Assumir tants riscos el primer dia no hauria estat raonable.”

### Segona etapa

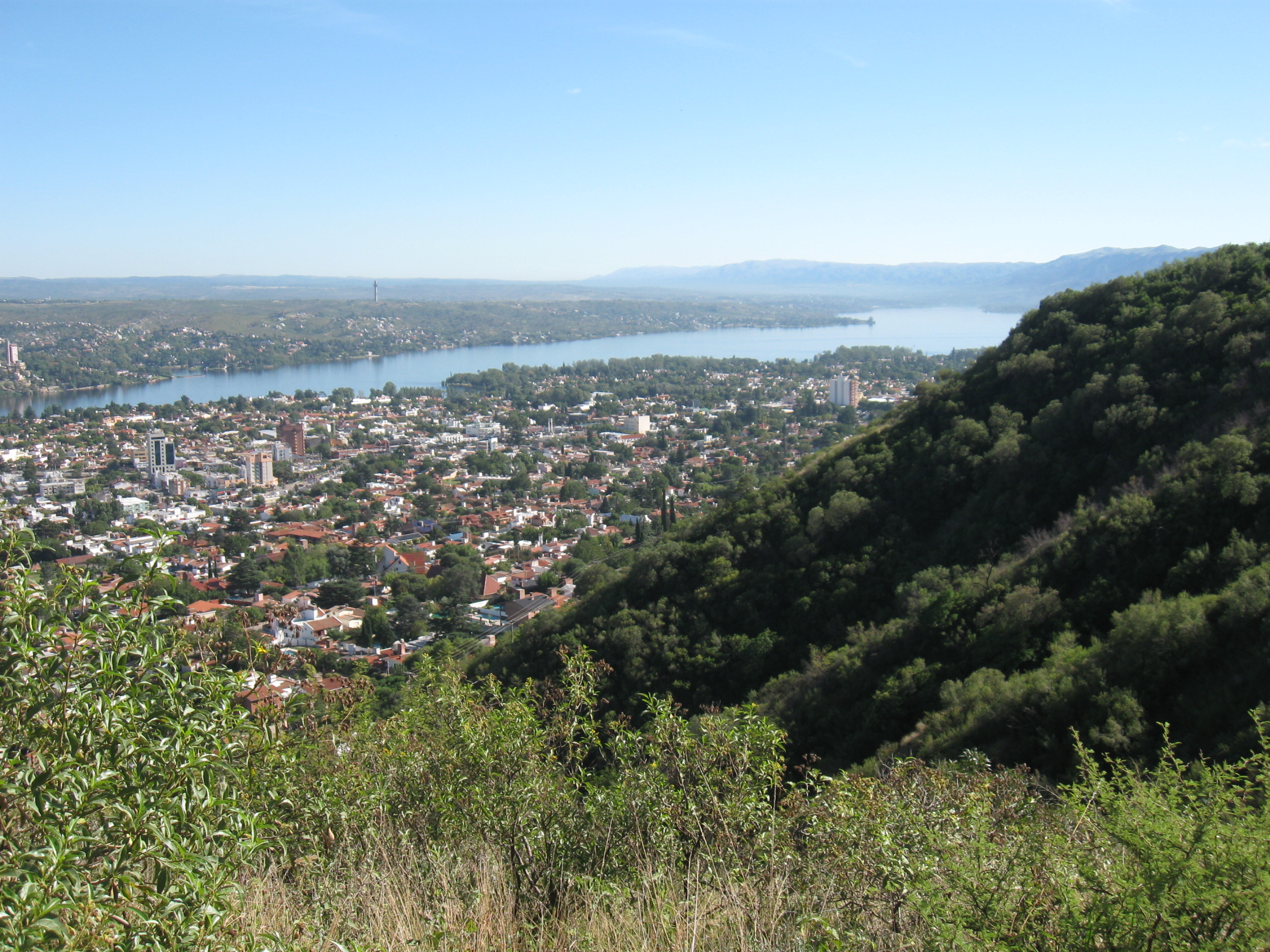
El centre turístic cordovès de Vila Carlos Paz vist des de les serres en les quals està enclavat.

La segona etapa es va córrer el dia 4 de gener entre la ciutat de Vila Carlos Paz en les Serres de Còrdova i la ciutat de Termes de Riu Profund a la província de Santiago del Estero, a través d'una ruta parcialment serrana i amb escasses dificultats de navegació. La distància a recórrer va ser de 336 quilòmetres d'enllaç per a cotxes, camions i cuatriciclos i de 316 quilòmetres per a motos, mentre que el recorregut especial (cronometrat) va ser de 510 quilòmetres per a cotxes i camions i 450 quilòmetres per a motos i cuatriciclos.
- Cotxes. El francès Sébastien Loeb -nueves vegades campió mundial però primera participació en el Dakar- va guanyar amb un considerable avantatge sobre el seu compatriota Stéphane Peterhansel -segon en 2014- (02:23), quedant tercer el sud-africà Giniel De Villiers -segon en 2006, 2011 i 2015- (03:01).[29]
- Motos. L'australià Toby Price va completar l'etapa pràcticament en el mateix temps que el portuguès Ruben Faria (+01:02), però finalment l'avantatge va ser major perquè aquest últim va ser penalitzat amb un minut. Amb escasses desenes de diferència van entrar tercer i cambra el francès Alain Duclos (+01:53) i l'austríac Matthias Walkner (+01:59).[30]
- Quads. Es va imposar amb comoditat el xilè Ignacio Casale -campió de l'edició 2014- traient un avantatge de quatre minuts al sud-africà Brian Baragwanath, situant-se tercer el brasiler Marcelo Medeiros (+4:23), qui va superar a l'argentí Alejandro Patronelli -campió en 2011 i 2012- (+5:06) a causa d'un càstig d'un minut sofert per aquest últim.[31]
- Camions. El neerlandès Hans Stacey -primer en 2007 i diversos podis- (+01:12) va quedar relegat al segon lloc en ser penalitzat amb dos minuts, que li va permetre guanyar l'etapa al seu compatriota Pieter Versluis. En tercer lloc va arribar l'argentí Federico Villagra (+01:56), un dels dos llatinoamericans inscriptos en la categoria.[32]

### Tercera etapa

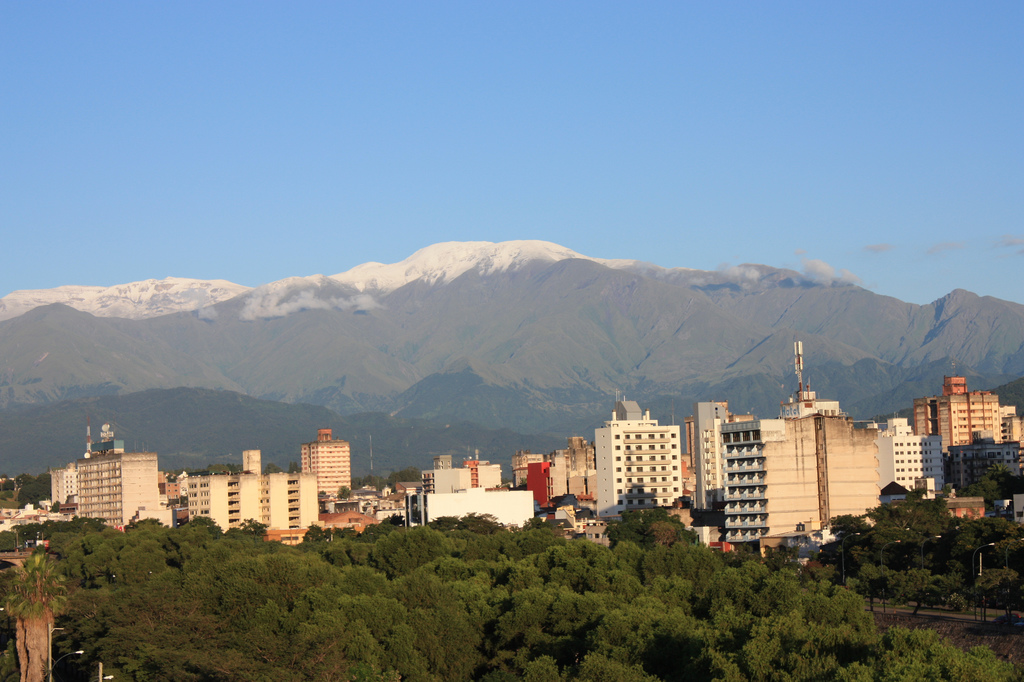
La ciutat de San Salvador de Jujuy a les portes de la Feta fallida de Humahuaca en l'extrem nord de l'Argentina. Poden veure's els cims nevats en ple estiu.

La tercera etapa es va córrer el dia 5 de gener entre la ciutat santiagueña de Termes de Riu Profund i la ciutat de San Salvador de Jujuy, en l'extrem nord de l'Argentina a 1.259 metres d'altura. La distància a recórrer va ser de 350 quilòmetres d'enllaç i 314 quilòmetres de recorregut especial (cronometrat).
- Cotxes. El francès Sébastien Loeb va tornar a guanyar augmentant el seu avantatge ara sobre el sud-africà Giniel de Villiers (05:03), que va superar a Peterhansel (05:15) deixant-ho tercer en la general.[34] En l'etapa es va destacar també el de Qatar Nasser Al-Attiyah qui es va situar en cinquè lloc en la general.[35]
- Motos. Les posicions van canviar radicalment. L'etapa va ser guanyada pel debutant argentí Kevin Benavídes que es va situar segon en la general, a 34 segons de l'eslovac Štefan Svitko, que va obtenir el quart lloc en l'etapa. Amb un cinquè lloc en l'etapa, l'espanyol Joan Barreda Bort (+00:46) es va situar tercer en la general. Sis competidors es mantenen dins d'una diferència d'un minut i mig.[36]
- Quads. L'etapa va ser guanyada pel sud-africà Brian Baragwanath qui va escurçar a poc més de dos minuts el temps que ho separava del xilè Ignacio Casale, que va sortir segon en l'etapa. Marcelo Medeiros (+07:58) i Alejandro Patronelli (+10:28), van mantenir les seves posicions, encara que més allunyats de la punta.[37]
- Camions. L'etapa va ser guanyada pel txec Martin Kolomy, mentre que Pieter Versluis es va retardar i va sortir cambra, passant a ser escorta en la general (+00:26). El neerlandès Hans Stacey va sortir novament segon, aprofitant per prendre la davantera en la general. L'argentí Federico Villagra també va repetir el seu tercer lloc i va mantenir la seva posició general (+01:21).[38]

### Quarta etapa

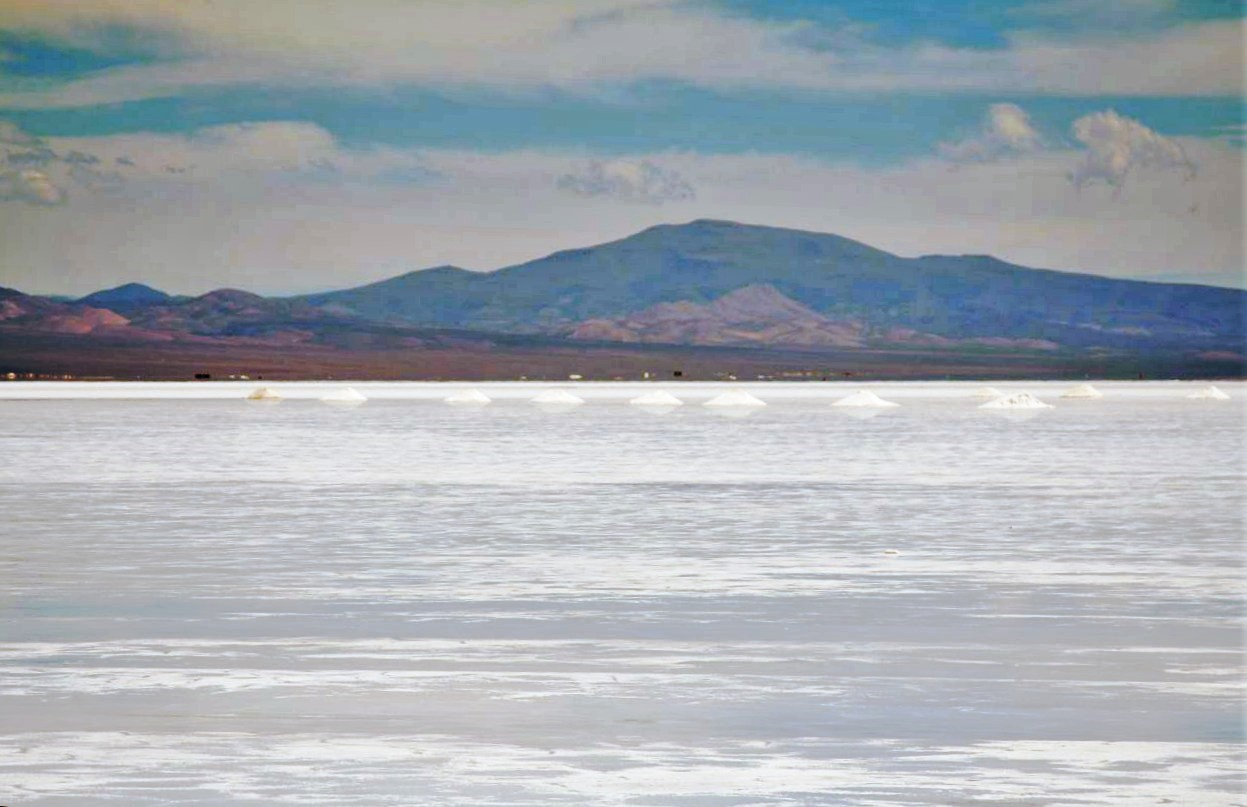
Salines Grans (Jujuy, Argentina: 4.000 metres sobre el nivell del mar).

La quarta etapa es va córrer el dia 6 de gener a través d'un bucle que va començar i va acabar a la ciutat argentina de San Salvador de Jujuy, en l'extrem nord de l'Argentina, travessant les famoses Salines Grans -amb una altura màxima de 4.000 metres sobre el nivell del mar. L'altura impacta fortament sobre els corredors a causa de l'efecte del apunamiento i la grans amplituds tèrmiques amb moments de molt fred. "Ens hem congelat" diria el motociclista francès Florent Vayssade. La distància a recórrer va ser de 200 quilòmetres d'enllaç i 429 quilòmetres de recorregut especial (cronometrat). Para totes les categories es va tractar d'una etapa "marató", denominació utilitzada per referir-se a una etapa en la qual els corredors no poden ser assistits pels seus equips tècnics.
- Cotxes. L'etapa va ser guanyada per Stéphane Peterhansel (+04:48) que va recuperar el segon lloc en la general, descomptant-li gairebé mig minut a Sébastien Loeb, que segueix primer. Nasser Al-Attiyah (+11:09) va sortir cambra en l'etapa i va aconseguir així situar-se tercer en la general, seguit de prop pel sud-africà Leeroy Poulter (12:31), l'espanyol Carlos Sainz (13:04) -campió en 2010- i Giniel de Villiers (13:19).[41]
- Motos. Va canviar el lideratge. El portuguès Paulo Gonçalves -segon en 2014- va guanyar l'etapa i va passar a encapçalar la competència. El debutant argentí Kevin Benavídes (+04:26) va sortir segon i va mantenir així la seva posició general. Joan Barreda Bort va mantenir també el seu tercer lloc en la general, després de sortir cambra en l'etapa.[42]
- Quads. Els líders van quedar relegats i l'etapa va ser guanyada pel peruà Alexis Hernández, encara que els primers cinc competidors van arribar amb un marge de menys de 40 segons. En la general el xilè Ignacio Casale va augmentar encara més el seu avantatge en la punta, situant-se segon el brasiler Marcelo Medeiros (11:17) i tercer l'argentí Alejandro Patronelli (14:08). A prop darrere d'ells es van situar el peruà Alexis Hernández (15:16) i els argentins Marcos Patronelli (17:41) -campió en 2010 i 2013- i Jeremías González Ferioli (19:43) -segon en 2014.[43]
- Camions. Peter Versluis i Hans Stacey (+00:15) se segueixen alternant en la punta, gairebé sense diferència. L'argentí Federico Villagra (+02:04) va mantenir el seu lloc en la general, mentre que el neerlandès Gérard De Rooy (+04:59) va guanyar l'etapa i es va situar cambra en la general.[44]

### Cinquena etapa

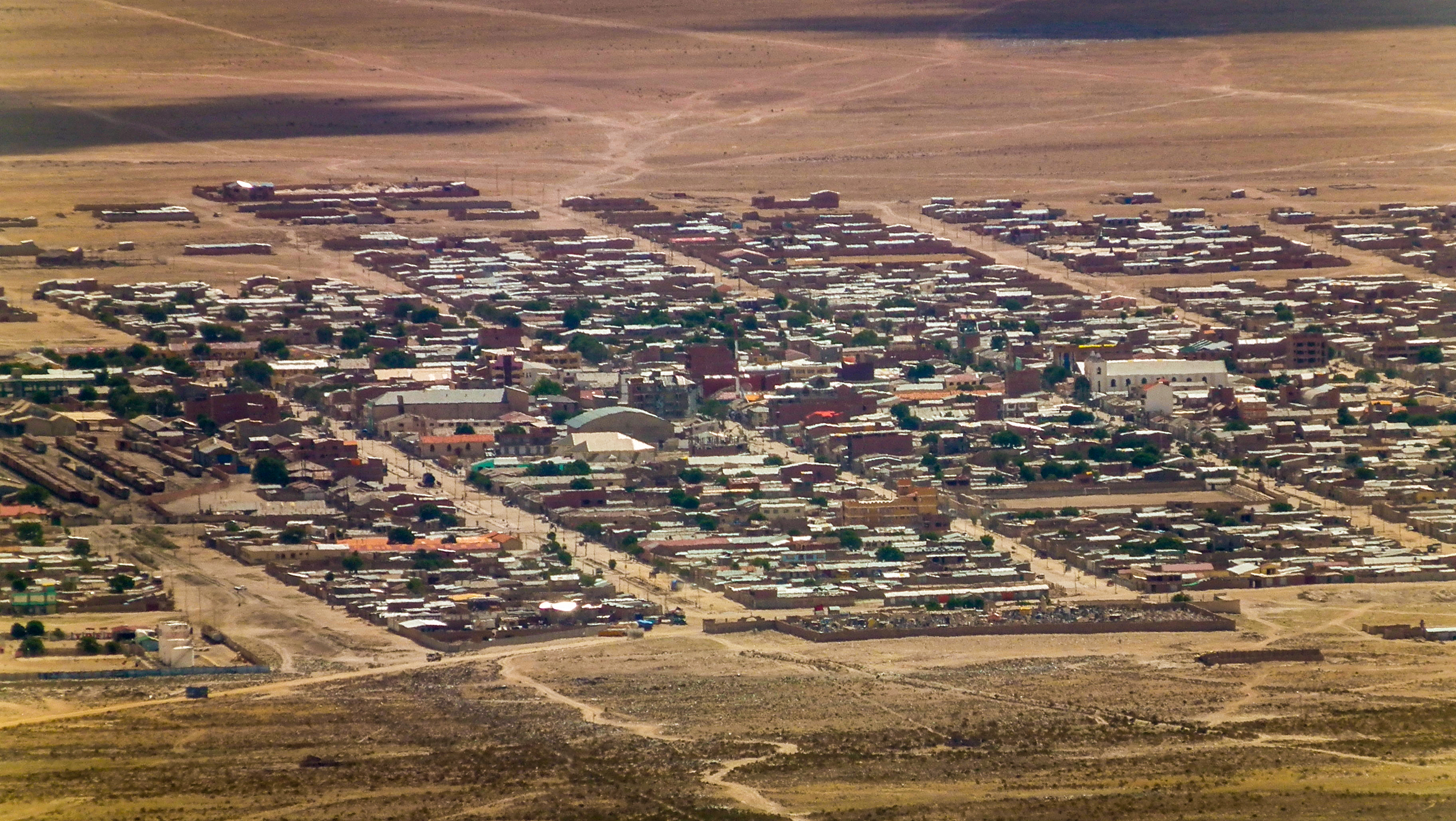
Ciutat boliviana de Uyuni.

La cinquena etapa es va córrer el dia 7 de gener des de la ciutat argentina de San Salvador de Jujuy fins a la ciutat boliviana de Uyuni, grimpant a l'Altiplà o puna andina per la Feta fallida de Humahuaca i entrant a Bolívia per Villazón. El circuit va pujant progressivament fins a aconseguir una altura màxima en la ruta de 4.580 metres sobre el nivell del mar, el més alt en la història del Dakar, raó per la qual l'altura va tornar a ser un factor d'alt impacte sobre els corredors a causa de l'efecte del apunamiento i l'amplitud tèrmica. La distància recorreguda va ser de 314 quilòmetres d'enllaç i 327 quilòmetres de recorregut especial (cronometrat).
- Cotxes. El domini va seguir sent de Peugeot amb els tres primers llocs de la general. El francès Sébastien Loeb es va quedar amb una nova etapa i va consolidar el seu avantatge en la general amb un avantatge de gairebé vuit minuts sobre el seu compatriota Stéphane Peterhansel (+07:48). L'espanyol Carlos Sainz (+13:26) va arribar segon en l'etapa, molt prop de Loeb i va grimpar al tercer lloc de la general. El millor MINI va tornar a ser el conduït pel de Qatar Nasser Al Attiyah qui va arribar cambra en l'etapa i segueix cambra en la general (+14:16).[46][47][48]
- Motos. Tampoc va haver-hi canvis en la punta, a pesar que el líder Paulo Gonçalves va arribar 12º en l'etapa. Li segueixen l'eslovac Štefan Svitko (+1:45) i l'australià Toby Price (+1:47), que va guanyar l'etapa de punta a punta i que li trepitja els talons al segon. Darrere aguaiten Joan Barreda Bort i Matthias Walkner.[49][50]
- Quads. L'etapa va estar signada pels abandons, entre els quals es destaquen el brasilero Marcelo Medeiros, que marxava segon en la general, i el polonès Rafal Sonik, campió vigent. El desperfecte en el motor del capdavanter de la general Ignacio Casale, quan marxava primer en l'especial, li va fer perdre gairebé una hora pel que fa al guanyador de l'etapa i nou capdavanter de la general, el peruà Alexis Hernández. L'argentí Alejandro Patronelli (+0:48) va sortir tercer en l'etapa i es va situar segon en la general, molt prop del punter. En un segon escamot de la general es van situar el rus Sergei Karyakin (08:35) i els argentins Marcos Patronelli (+10:15) i Jeremías González Ferioli (+11:09).[46][51][52][53]
- Camions. L'argentí Federico Villagra va prendre la punta de la classificació general en sortir tercer, a causa del retard dels neerlandesos Pieter Versluis (+00:05) i Hans Stacey (+00:21), que ho escorten separats per una mínima diferència. L'etapa va ser guanyada pel rus Eduard Nikolaev (+11:20).[54][55]

### Sisena etapa

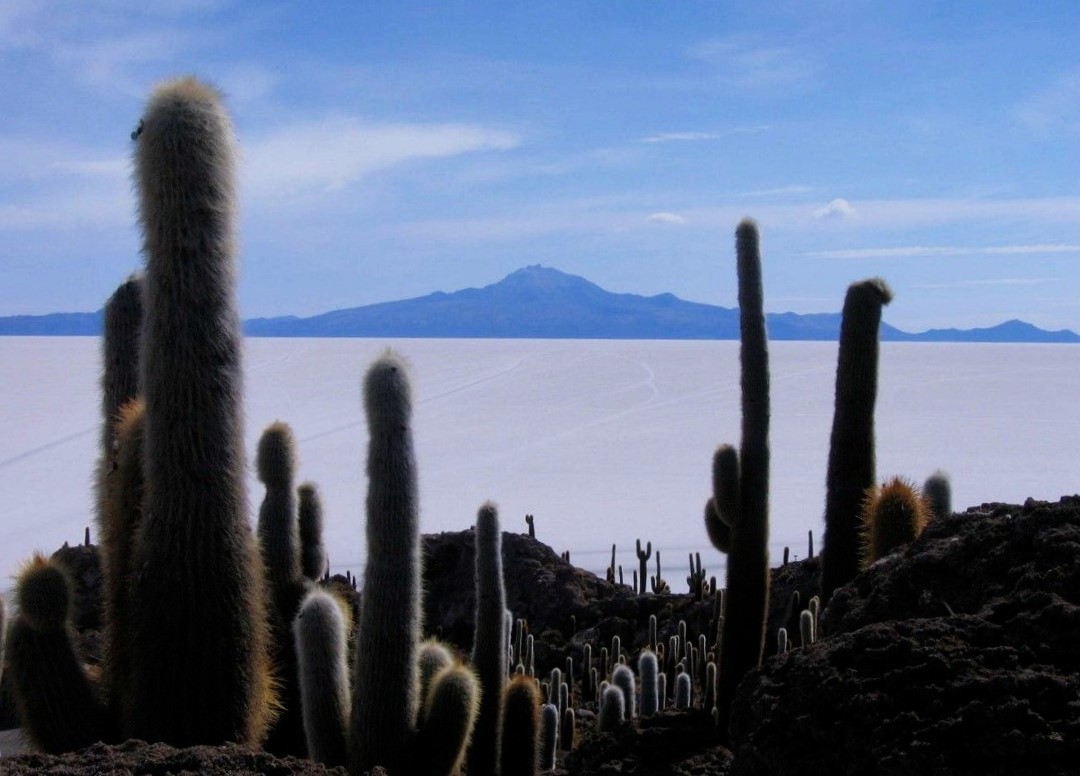
Salar de Uyuni (Uyuni, Bolívia: 4.750 metres sobre el nivell del mar).

La sisena etapa es va córrer el dia 8 de gener. La ruta va ser un bucle amb deixada anar i arribada a la ciutat boliviana de Uyuni, vorejant l'enorme Salar de Uyuni primer i després el Salar de Coipasa. Tot el circuit va ser traçat per sobre dels 3.700 metres sobre el nivell del mar, amb un punt màxim de 4.200 metres, incidint novament el apunamiento o soroche. La distància va ser la més extensa de tota la competència: els camions van haver de recórrer 304 quilòmetres d'enllaç i 295 quilòmetres de recorregut especial (cronometrat), mentre que les tres restants categories van haver de recórrer 180 quilòmetres d'enllaç i 542 quilòmetres de recorregut especial.
- Cotxes. Després de liderar durant totes les etapes, el francès Sébastien Loeb (+00:27) va ser superat en aquest especial pel seu compatriota i company d'equip Stéphane Peterhansel, que va prendre la davantera en la classificació general per 27 segons. En tercer lloc va arribar l'espanyol Carlos Sainz (+05:55) preservant el seu tercer lloc en la general i apropant-se als dos punters. Peugeot va consolidar el seu domini amb els tres primers llocs de la competència general. El millor MINI va seguir sent el del de Qatar Nasser Al Attiyah però a més de 10 minuts del tercer.[57][58]
- Motos. L'etapa va ser guanyada per l'australià Toby Price (+00:35), qui ara es va posar segon en la general a només 35 segons del punter el portuguès Paulo Gonçalves, que va sortir tercer en aquest tram. L'austríac Matthias Walkner (+02:50) va realitzar una bona carrera per sortir escorta i va pujar al tercer lloc en la general. A l'escamot de punta li segueix de prop l'eslovac Štefan Svitko (+05:17), que es va veure superat en la general per Price i Walkner. Més enrere es van situar el xilè Pablo Quintanilla (+15:10), el portuguès Hélder Rodrigues (+20:12) i l'argentí Kevin Benavídes (+21:04).[59][60] L'espanyol Joan Barreda Bort que marxava cambra, va perdre una hora per un desperfecte en el motor, precisament a la mateixa zona en la qual l'any passat li va passar el mateix.[61] Diversos motociclistes van haver d'abandonar per lesions com el portuguès Ruben Faria (fractura de nina), el sud-africà Wessel Bosman, l'eslovac Ivan Jakes i el francès Eric Croquelois.[62]
- Quads. Els germans argentins Marcos Patronelli (+02:48) i Alejandro Patronelli van sortir primer i segon en l'etapa i van passar a liderar també la competència general amb l'últim avanci per gairebé tres minuts. En tercer lloc de la general es va situar el rus Sergei Karyakin (+05:32). Bastant més lluny de l'escamot de punta va quedar en quart lloc el peruà Alexis Hernández (+21:01) -qui era líder abans d'aquesta etapa-, seguit de prop per l'argentí Jeremías González Ferioli (+24:59).[63][64] Com en l'anterior etapa, van tornar a produir-se importants abandons com el del xilè Ignacio Casale -que havia liderat la competència en les primeres tres etapes- afectat per una fractura de clavícula.[65]
- Camions. La punta de la general va continuar canviant de mà. L'etapa va ser disputada pam a pam entre els neerlandesos Hans Stacey i Gerard De Rooy (+00:07), quedant finalment per al primer per amb prou feines set desenes de segon. Amb aquest resultat Stacey va tornar a liderar el ral·li per una petita diferència sobre el seu compatriota Pieter Versluis (+00:59). En tercer lloc va quedar l'argentí Federico Villagra (+04:05), seguit al seu torn per Gérard De Rooy (+05:36).[66][67]

### Setena etapa

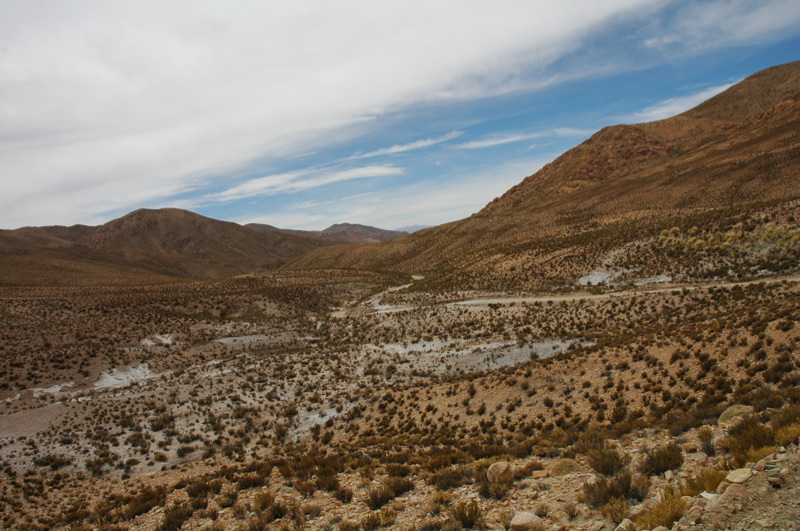
Rodalies d'Obri Pampa (3.500 m), cridada "la Sibèria argentina". Les pluges torrencials i la crescuda sobtada dels rius de muntanya en Obri Pampa van obligar a detenir allí la competència de motos.

La setena etapa es va córrer el dia 9 de gener retornant de Bolívia novament a l'Argentina. Va tenir dos recorreguts especials (cronometrats), un en territori bolivià de 230 km amb arribada prop de Tupiza i un altre en territori argentí (jujeño) de 106 quilòmetres amb arribada prop de Purmamarca. Tots dos, separats per un enllaç de 80 quilòmetres, per realitzar el pas entre tots dos països per les poblacions frontereres de Villazón-La Quiaca, a 3.400 metres d'altura. Fortament afectat per les pluges, el recorregut va travessar diversos rius crescuts i els competidors van seguir afectats per l'altura i el soroche. En total els competidors van recórrer 817 quilòmetres (336 especials) fins a arribar a la ciutat argentina de Salta (1187 mts), on descansarian un dia.
- Cotxes. L'espanyol Carlos Sainz va guanyar la seva primera etapa i el francès Sébastien Loeb va recuperar la punta de la classificació general després d'arribar en segon lloc, mentre que Stéphane Peterhansel va arribar cambra. D'aquesta manera Peugeot va mantenir els tres primers llocs de la general amb Loeb en punta, seguit per Peterhansel (+02:22) i Sainz (+04:50). El millor MINI va seguir sent el del de Qatar Nasser Al Attiyah, que va aconseguir sortir tercer en l'etapa, però que continua a més de 10 minuts del tercer en la general.[71][72]
- Motos. La competència en aquesta categoria va ser escurçada a conseqüència de les pluges torrencials i el cabal que van aconseguir sobtadament els rius de muntanya en Obri Pampa -una zona coneguda com "la Sibèria argentina" situada a la província argentina de Jujuy-, que va fer impossible l'encreuament per a diverses motos per la crescuda d'un riu.[73] L'etapa va ser guanyada llavors pel francès Antoine Méo, superant a l'argentí Kevin Benavídes i al portuguès Paulo Gonçalves, que van arribar gairebé pegats. Per la seva banda van abandonar l'austríac Matthias Walkner -amb fractura de fèmur- i l'espanyol Joan Barreda Bort. Amb aquestes peripècies la general segueix liderada per Gonçalves seguit de Price (+03:12), però ara el tercer lloc ho ocupa l'eslovac Štefan Svitko (+09:24), seguit a distància pel xilè Pablo Quintanilla (+18:06), l'argentí Kevin Benavídes (+21:01) i Antoine Méo (21:06).[74][75]
- Quads. L'etapa va ser guanyada per l'argentí Lucas Bonetto, seguit pel seu compatriota Pablo Copetti i el bolivià Walter Nosiglia, tots dos a menys d'un minut. Però el resultat de l'etapa no va canviar la situació en la classificació general que segueix liderada pels germans argentins Alejandro Patronelli i Marcos Patronelli (+03:36), sent el tercer lloc per al rus Sergei Karyakin (+07:51). Bastant més lluny de l'escamot de punta va avançar al quart lloc l'argentí Jeremías González Ferioli (+26:03), seguit de prop pel peruà Alexis Hernández (+27:09) i el bolivià Walter Nosiglia (+30:59).[76][77]
- Camions. La punta segueix canviant de mà en aquesta categoria. L'etapa va ser guanyada pel rus Eduard Nikolaev, la qual cosa li va permetre al neerlandès Pieter Versluis reprendre la punta de la classificació general, per primera vegada amb una llum significativa sobre la resta. En segon lloc de la general marxa ara el neerlandès Gerard De Rooy (+05:31). A distància li segueix un escamot de quatre camions: el rus Airat Mardeev (+10:48), el seu compatriota Nikolaev (+10:54), el neerlandès Hans Stacey (+11:28) i l'argentí Federico Villagra (+15:35).[78][79]

### Vuitena etapa

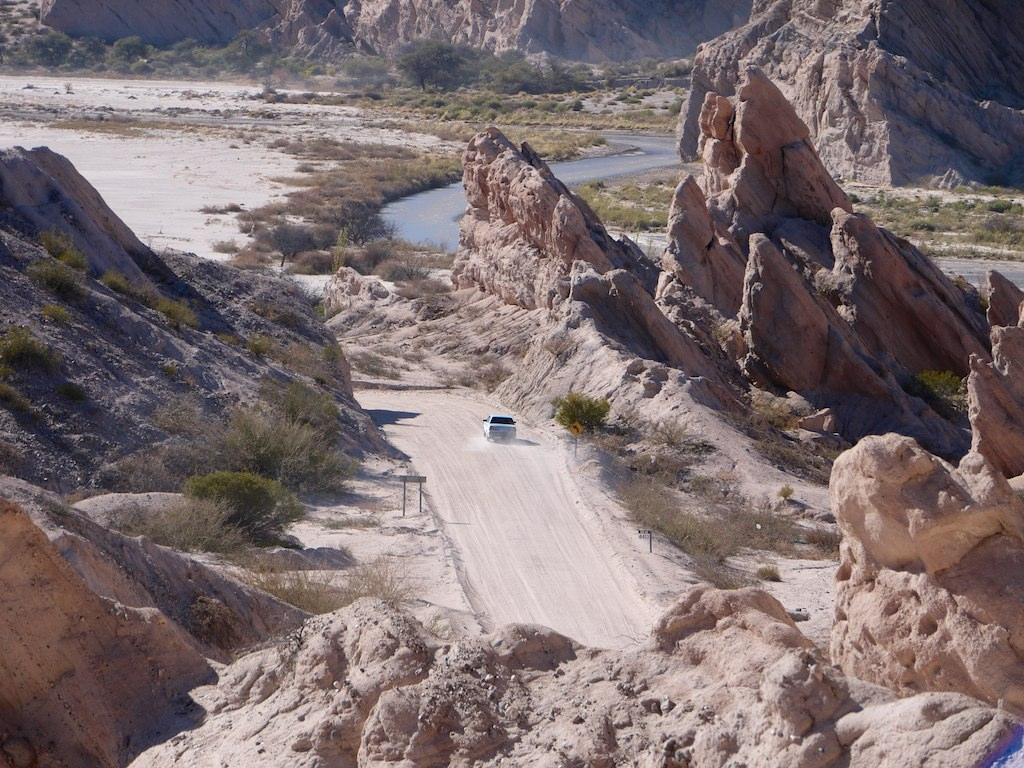
Feta fallida de les Fletxes (Salta) sobre la Ruta Nacional 40 en les rodalies de Cachi.

Després d'un dia descans a la ciutat de Salta, la vuitena etapa es va córrer el dilluns 11 de gener, amb arribada a la ciutat de Belén a la província de Catamarca, unides ambdues ciutats per la Ruta Nacional 40 que voreja la Serralada dels Andes a tot el llarg del país. El trajecte va tenir dos recorreguts especials (cronometrats), un prop de la població salteña de Cachi i l'altre abans d'arribar a Belén a través de la Serra de Quilmes. El canvi va ser notable per als corredors, que van deixar enrere les grans altures de l'altiplà, les pluges i les extremes amplituds tèrmiques, per enfrontar zones desèrtiques, enormes dunes i temperatures que poden superar els 50 °C.
- Cotxes. Importants canvis. Per primera vegada en la competència Peugeot va perdre una etapa, que va ser guanyada pel MINI del de Qatar Nasser Al Attiyah, qui va superar per poc a l'espanyol Carlos Sainz i al francès Stéphane Peterhansel, mentre que Sébastien Loeb -capdavanter fins a aquest moment i nueves vegades campió mundial de ral·li- va bolcar i va perdre més d'una hora, baixant al vuitè lloc.[81] Amb aquest resultat Peterhansel va passar a la punta de la classificació general, seguit de prop per Sainz (+02:09) i bastant més lluny per Al Attiyah (+14:43). Molt més enrere van quedar el finlandès Mikko Hirvonen (+36:42), el sud-africà Leeroy Poulter (+49:32) i el saudita Yazeed Alrahi (+54:19).[82][83] Després de finalitzada l'etapa es va obrir una recerca, a causa d'una denúncia de l'Equip MINI, sobre una possible càrrega prohibida de combustible per part del líder Stéphane Peterhansel, que de resultar adversa li significaria una seriosa sanció.[84]
- Motos. En una etapa amb moltes dunes o médanos, l'australià Toby Price va guanyar l'etapa amb comoditat i es va col·locar primer en la classificació general, quedant el portuguès Paulo Gonçalves (+02:05) relegat al segon lloc. Les altres posicions es van mantenir sense grans canvis: l'eslovac Štefan Svitko (+14:14) va preservar el tercer lloc, seguit a distància pel xilè Pablo Quintanilla (+21:26), l'argentí Kevin Benavídes (+25:55), el francès Antoine Méo (28:44) i el portuguès Hélder Rodrigues (+30:51).[85][86]
- Quads. L'etapa va ser guanyada per l'argentí Marcos Patronelli, seguit del seu germà Alejandro Patronelli i el peruà Alexis Hernández. D'aquesta manera els germans Patronelli es van consolidar amb amplitud en la punta de la classificació general, alternant-se el lideratge, amb un avantatge de Marcos sobre Alejandro d'amb prou feines 2 minuts (+02.06). Hernández (+32:50) va grimpar a la tercera posició, postergant al quart lloc al rus Sergei Karyakin (+43:56), a qui es va apropar l'argentí Jeremías González Ferioli (+46:17).[87][88]
- Camions. La punta va seguir canviant de mà en aquesta categoria. L'etapa la va guanyar el neerlandès Gerard De Rooy qui així va prendre la punta de la general amb un marge important, quedant ara segon Eduard Nikolaev (+07:58), a causa de la queda del fins llavors capdavanter, el neerlandès Pieter Versluis (13:29) que va retrocedir al tercer lloc. Darrere només van quedar dins de l'hora el rus Airat Mardeev (+22:21) i el neerlandès Ton Van Genugten (+41:03).[89][90]

### Novena etapa

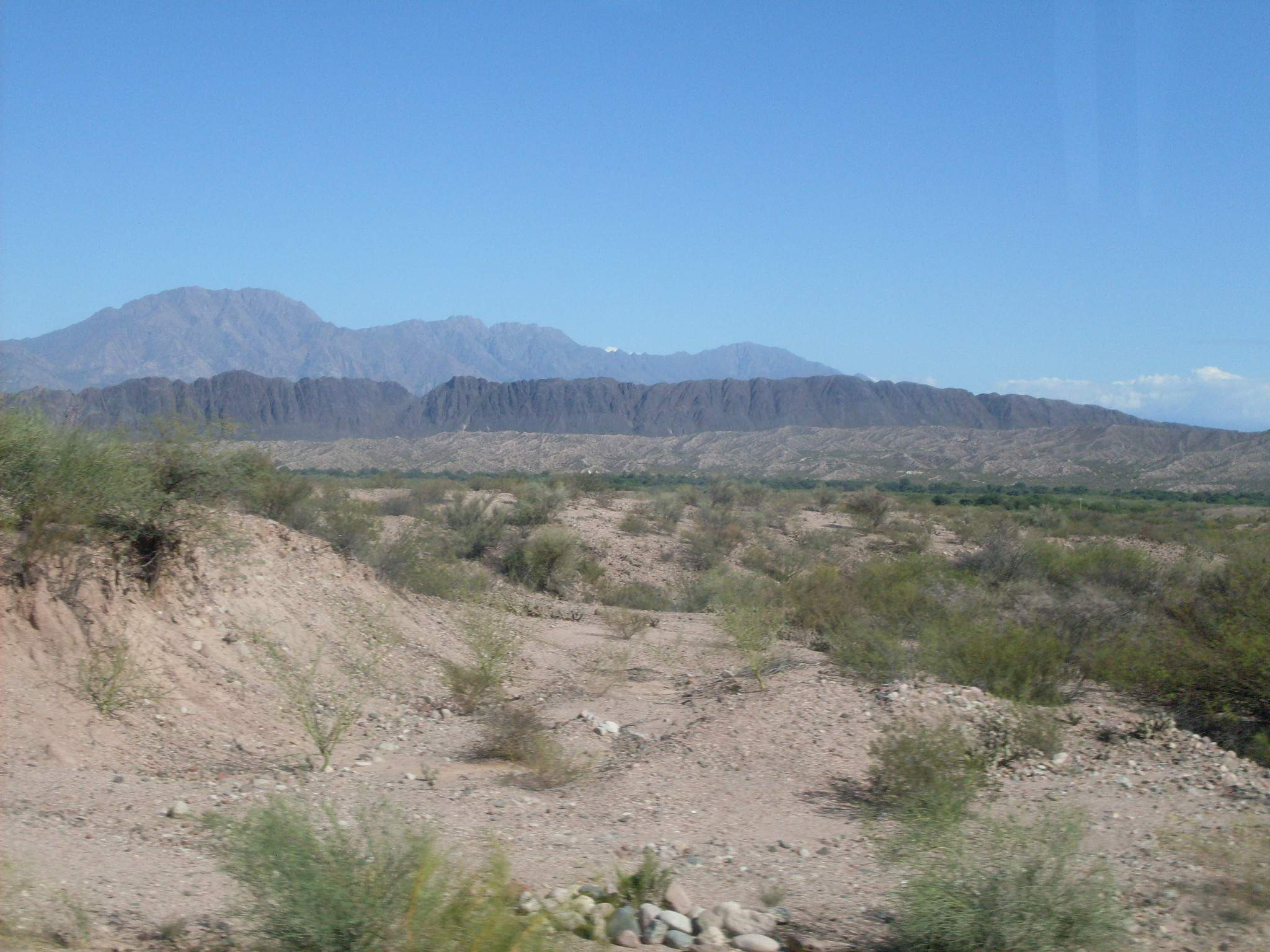
El Turó Negre, en el sud de la província de Catamarca, lloc d'arribada de l'etapa especial.

La novena etapa es va córrer el dia 12 de gener, a través d'un recorregut especial (cronometrat) de 212 km, amb deixada anar a l'àrea d'Andalgalá, travessant el Departament Pomán (província de Catamarca), passant pels medanales del Bolsón del Salar de Pipanaco -prop de Tucumanao- per finalitzar en les proximitats de Turó Negre. Es tracta d'una gran regió desèrtica, molt calorosa on se solen aconseguir temperatures extremes, gairebé sense camins traçats. Para motos i cuadriciclos l'etapa va ser considerada com a "marató", la qual cosa significa que no podien rebre ajuda dels seus equips tècnics. Per aquesta raó en acabar l'etapa, els cotxes i camions van tornar al vivac de Belén, mentre que les motos i cuatriciclos van haver de continuar fins al vivac instal·lat en Fiambalá.
- Cotxes. L'espanyol Carlos Sainz (Peugeot) va guanyar l'etapa seguit dels MINI del neerlandès Erik Van Loon i el finlandès Mikko Hirvonen, mentre que el Peugeot del francès Stéphane Peterhansel va arribar bastant retardat en el 7º lloc. Amb aquests resultats va semblar finalitzat el domini complet que portaven els Peugeot fins a la sisena etapa, però simultàniament Sainz va prendre la punta de la classificació general, amb un avantatge de set minuts sobre el seu company d'equip Peterhansel (+07:02) -qui té pendent un reclam en contra- i de catorze minuts sobre el MINI del de Qatar Nasser Al Attiyah (+14:38). Hirvonen (+34:50) es va situar cambra, seguit a distància per tres Toyota (di Villiers, Alrahji i Poulter) i dues MINI (Van Loon i Roma).[92][93] La classificació final va quedar esperant la decisió dels organitzadors sobre la denúncia contra Peterhansel.[84]
- Motos. La competència entre les motos va haver de ser suspesa per la calor, considerant-la finalitzada segons l'arribada al punt de control nº 2 (CP2). L'australià Toby Price va tornar a guanyar consolidant el seu lideratge en la classificació general, ja que l'únic seguidor proper que tenia, el portuguès Paulo Gonçalves va tenir problemes amb el radiador i va arribar al vivac remolcat per l'italià Paolo Ceci. Malgrat el contratemps el portuguès va baixar al tercer lloc i Štefan Svitko va passar al segon lloc. Molt més lluny, les següents cinc posicions van ser: cambra el xilè Pablo Quintanilla (+38:41), cinquè i avançant un lloc el francès Antoine Méo (42:08), sisè perdent un lloc l'argentí Kevin Benavídes (+48:03) i setè el portuguès Hélder Rodrigues (+50:03).[94][95]
- Quads. L'etapa va ser guanyada per Pablo Copetti, que va liderar un podi argentí en ser escortat per Alejandro Patronelli i Marcos Patronelli. D'aquesta manera els germans Patronelli van continuar consolidant la seva posició en la punta de la general, amb un avantatge de Marcos de poc més d'un minut sobre el seu germà Alejandro (+01:13) i ampliant la diferència amb el tercer, el peruà Alexis Hernández (+40:09). Quart es va situar l'argentí Jeremías González Ferioli (+50:48), qui va superar al rus Sergei Karyakin (+1:05:49).[96][97]
- Camions. Va tornar a guanyar el neerlandès Gerard De Rooy qui es va consolidar en la punta de la general sobre el rus Eduard Nikolaev (+27:12), també consolidat en el segon lloc. El canvi es va produir en el tercer lloc, al que va tornar a accedir l'argentí Federico Villagra (+41:24), seguit de prop pel neerlandès Pieter Versluis (44:00), el neerlandès Ton Van Genugten (+45:02) i el rus Airat Mardeev (+51:49).[98][99]

### Desena etapa

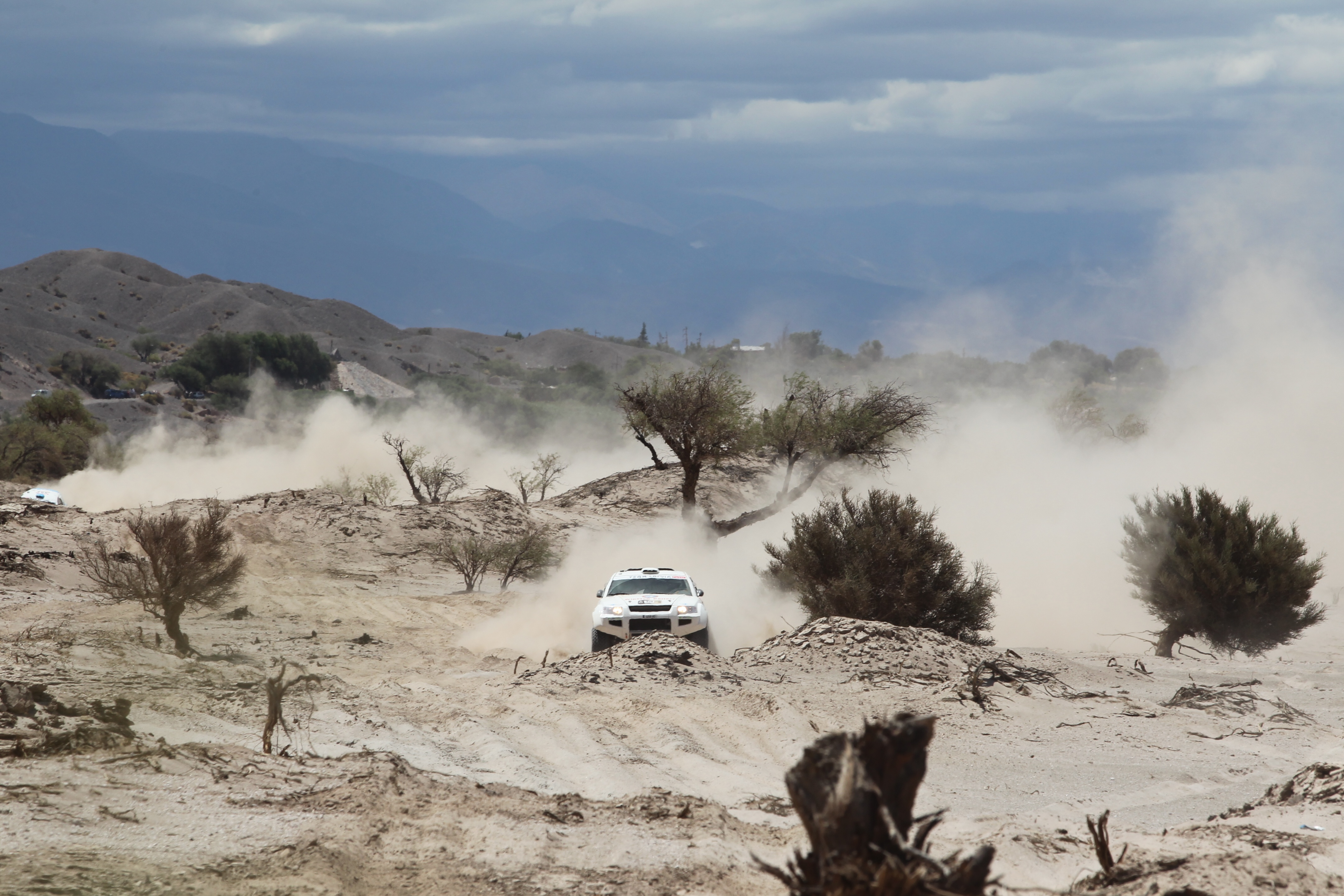
Sorra fesh-fesh en les famoses dunes de Fiambalá, entra les que es troba la Duna Federico Kirbus (1200 m), la més alta del món. La foto correspon al Dakar 2012.

La desena etapa es va córrer el dia 13 de gener, a través d'un recorregut especial (cronometrat) de 278 km per a cotxes, motos i cuadriciclos, i de 431 km per a camions. La deixada anar es va situar a pocs quilòmetres al nord de Fiambalá (província de Catamarca), travessant la zona de les seves famoses dunes (Saujil, Medanitos i Tatón). A causa de les pluges i la crescuda sobtada d'un riu, la competència es va detenir en l'últim punt de control (CP5), abans d'ingressar a la Ruta dels Seismiles (a causa de l'altura que aconsegueixen allí diversos becs). En acabar el recorregut especial els vehicles van haver de recórrer més de 300 km per les rutes nacionals 60 i 75, fins a arribar a La Rioja. Com el dia anterior, es va tractar d'una gran regió desèrtica, molt calorosa amb temperatures extremes, gairebé sense camins traçats.
- Cotxes. Etapa complicada. Peugeot va tornar a dominar amb el triomf en l'etapa del francès Stéphane Peterhansel, escortat pel seu company d'equip i compatriota Cyril Despres, però el fins a aquest moment capdavanter de la general, l'espanyol Carlos Sainz va tenir un problema mecànic que ho va portar aquesta nit a prendre la decisió d'abandonar, mentre Sebastien Loeb seguia molt retardat. Els MINI per la seva banda també es van veure retardats i el tercer i quart lloc de l'etapa van ser para Toyota (De Villiers) i Century (Corbett). Amb aquests resultats la classificació general torna a modificar-se. Primer còmode Peterhansel -absolt de la denúncia en primera instància, però encara restava definir l'apel·lació-, amb una hora d'avantatge ara sobre el MINI del quatarí Nasser Al Attiyah (+1:00:00), que gairebé queda fora de competència en bolcar. En tercer lloc es col·loca el Toyota del francès Giniel De Villiers (+1:12:31), en quatre lloc el MINI del finlandès Mikko Hirvonen (+1:23:51) i en cinquè lloc el Toyota del sud-africà Leeroy Poulter (+1:33:58). Més enrere el francès Cyril Despres (+1:50:07), era seguit molt a prop per l'espanyol Nani Roma (+1:50:25).[101][102] Pel que fa a les dones, de les tres que van deixar anar solament quedava en competència l'afeccionada argentina Alicia Regna, ocupant la 68a posició.[103]
- Motos. En aquesta etapa els líders van quedar alguna cosa retardats. El guanyador va ser l'eslovac Štefan Svitko seguit de l'argentí Kevin Benavídes. En la classificació general les posicions no van canviar. L'australià Toby Price va mantenir còmodament el seu lloc en punta amb més de 23 minuts d'avantatge sobre Svitko (+23:12), el portuguès Paulo Gonçalves (+34:15), el xilè Pablo Quintanilla (+42:49), el francès Antoine Méo (44:04), l'argentí Kevin Benavídes (+45:10) i setè el portuguès Hélder Rodrigues (+56:17).[104][105] En finalitzar el dia Gonçalves va ser penalitzat amb una demora de 50 minuts, que va fer avançar a Quintanilla al tercer lloc, seguit de Méo (4º), Benevídes (5º) i Rodríguez (6º).[106]
- Quads. L'etapa va ser guanyada pel sud-africà Brian Bragwanath, seguit de prop pels germans Patronelli. D'aquesta manera els argentins Marcos Patronelli i Alejandro Patronelli (+00:01:32), van ampliar l'avantatge a més d'una hora sobre el també argentí i ara tercer en la general Jeremías González Ferioli (+01:34:54), amb el rus Sergei Karyakin (+01:35:49) trepitjant-li els talons i una mica més enrere Bragwanath (+01:41:38).[107][108]
- Camions. L'etapa la va guanyar el neerlandès Pascal De Baar, amb el seu compatriota Gerard De Rooy a sol dos minuts. De Rooy va prendre un còmode avantatge en la general de més d'una hora sobre les seves dos següents competidors, el rus Airat Mardeev (+01:15:19) i l'argentí Federico Villagra (+01:32:47). La resta es mantenia a més de dues hores del punter.[109][110]

### Onzena etapa

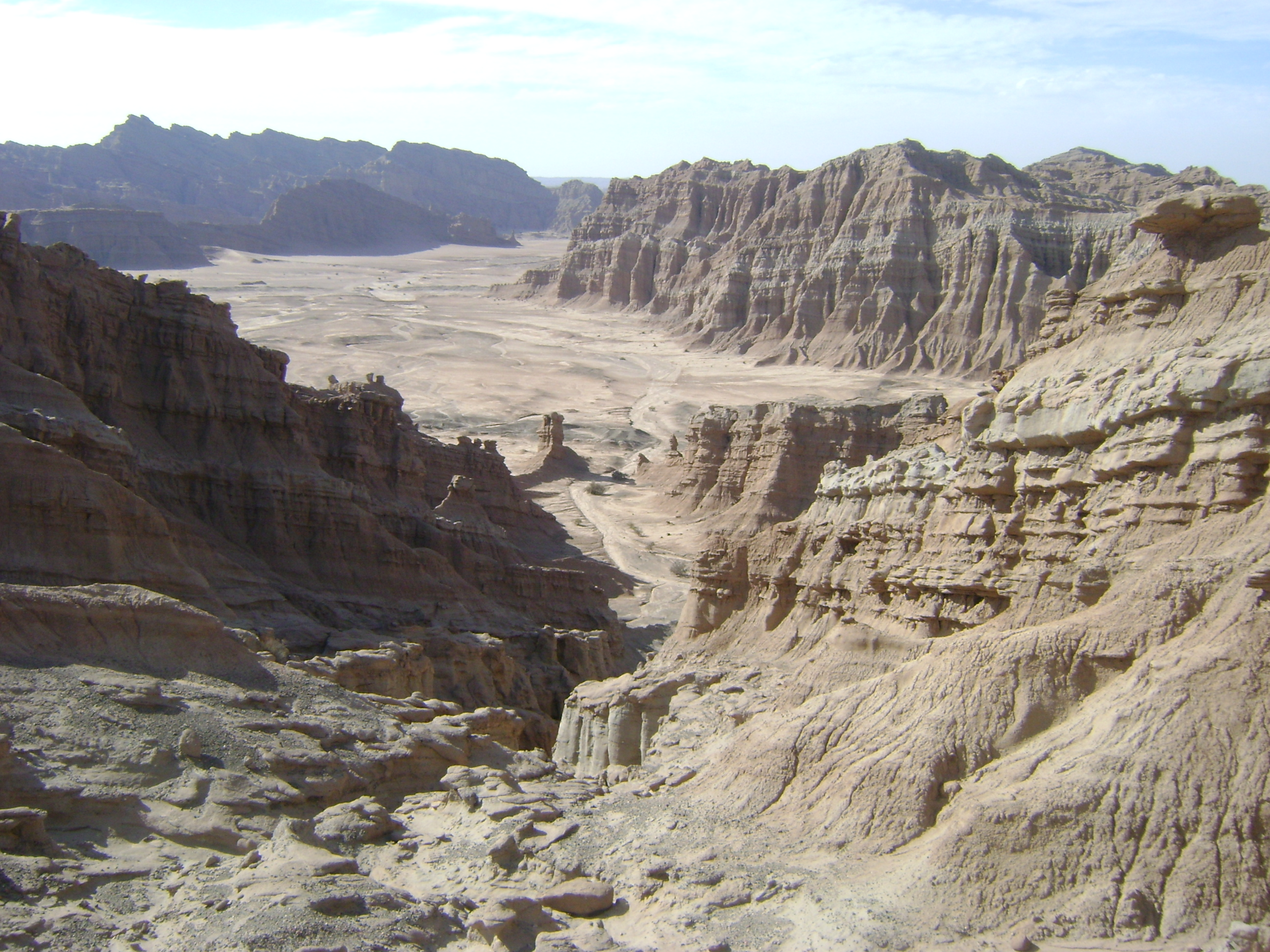
Serres de Mogna en el desert sanjuanino.

L'onzena etapa es va córrer el dia 14 de gener, a través d'un llarg recorregut especial (cronometrat) de 431 km per a totes les categories. La deixada anar es va situar sobre la Ruta Nacional 150 o Ruta escènica 150, immediatament després de l'ingrés al cèlebre Parc provincial de Ischigualasto, conegut com la Vall de la Lluna. El circuit va ser establert en una àmplia zona desèrtica majoritàriament situada en el Departament Jáchal de la província de San Juan, amb molt pocs camins traçats, travessant la Costa de Huaco, el poble abandonat de Tucunuco i Mogna, per envoltar el nord de la Serra dempeus de Pal, cap al llac intermitent La Salina, passar pel paratge El Salat -a l'oest de la Serra de Villicum, i finalitzar prop del Dic José Ignacio de la Frega en el Departament Rivadavia, a la zona oest del Gran Sant Joan. Les temperatures a la regió són extremadament altes i gran part del terreny és de sorra en estat fesh-fesh, similar al fang però extremadament volàtil. D'altra banda la ruta té parts rectilínies de grava i pedres, que permeten aconseguir altes velocitats. En aquesta etapa el recorregut total suma 711 quilòmetres.
- Cotxes. MINI, Peugeot, MINI, Peugeot. L'etapa va ser guanyada pel quatarí Nasser Al Attiyah amb MINI, superant per cinc minuts al Peugeot del francès Sebastien Loeb, seguit al seu torn pel MINI del finlandès Mikko Hirvonen i el Peugeot de Stéphane Peterhansel. En la classificació general les posicions de podi seguien igual: Peterhansel amb Peugeot còmodament en la punta, segon Al Attiyah (+51:55) amb MINI i tercer el francès Giniel De Villiers (+1:17:24) amb Toyota. En quart lloc es va apropar Hirvonen (01:22:47), seguit del Toyota del sud-africà Leeroy Poulter (+1:46:36), mentre que l'espanyol Nani Roma (+1:54:34) amb MINI, superava al francès Cyril Despres (++1:56:53) amb Peugeot.[113][114]
- Motos. L'etapa va ser guanyada pel francès Antoine Méo, amb l'australià Toby Price a sol 18 segons, qui així va seguir ampliant el seu avantatge en la classificació general. Segon continuava l'eslovac Štefan Svitko (+35:23), seguit ara per Antoine Méo (+43:46), el xilè Pablo Quintanilla (+45:19), l'argentí Kevin Benavídes (+57:05) i sisè el portuguès Hélder Rodrigues (+1:02:01).[115][116] El portuguès Paulo Gonçalves va sofrir una caiguda i va abandonar la prova a causa de les lesions.[117]
- Quads. L'etapa va ser guanyada per argentí Alejandro Patronelli amb escàs avantatge sobre el sud-africà Brian Baragwanath i Marcos Patronelli. En la general Marcos Patronelli i Alejandro Patronelli (+00:00:08), segueixen en la punta cap a cap, ara amb Baragwanath en un llunyà tercer lloc (+1:41:15), seguit de prop pel rus Sergei Karyakin (+1:51:18) i una mica més enrere l'argentí Jeremías González Ferioli (+2:02:13). La resta dels competidors es mantenia a més de tres hores del punter.[118][119]
- Camions. No va haver-hi canvis substancials. L'etapa la va guanyar el rus Eduard Nikolaev seguit del neerlandès Pieter Versluis, però les posicions en la general no van canviar. El neerlandès Gerard De Rooy al comando d'un Iveco va seguir còmode en l'avantguarda, a només dos dies de finalitzar el Dakar. En segon lloc seguia el rus Airat Mardeev (+01:09:21) amb un Kamaz i en tercer lloc l'argentí Federico Villagra (+01:45:45) amb un Iveco, a qui es va apropar el neerlandès Ton Van Genugten (+02:08:42), al comandament d'un altre Iveco. La resta es mantenia a gairebé tres hores del punter.[120][121]

### Dotzena etapa

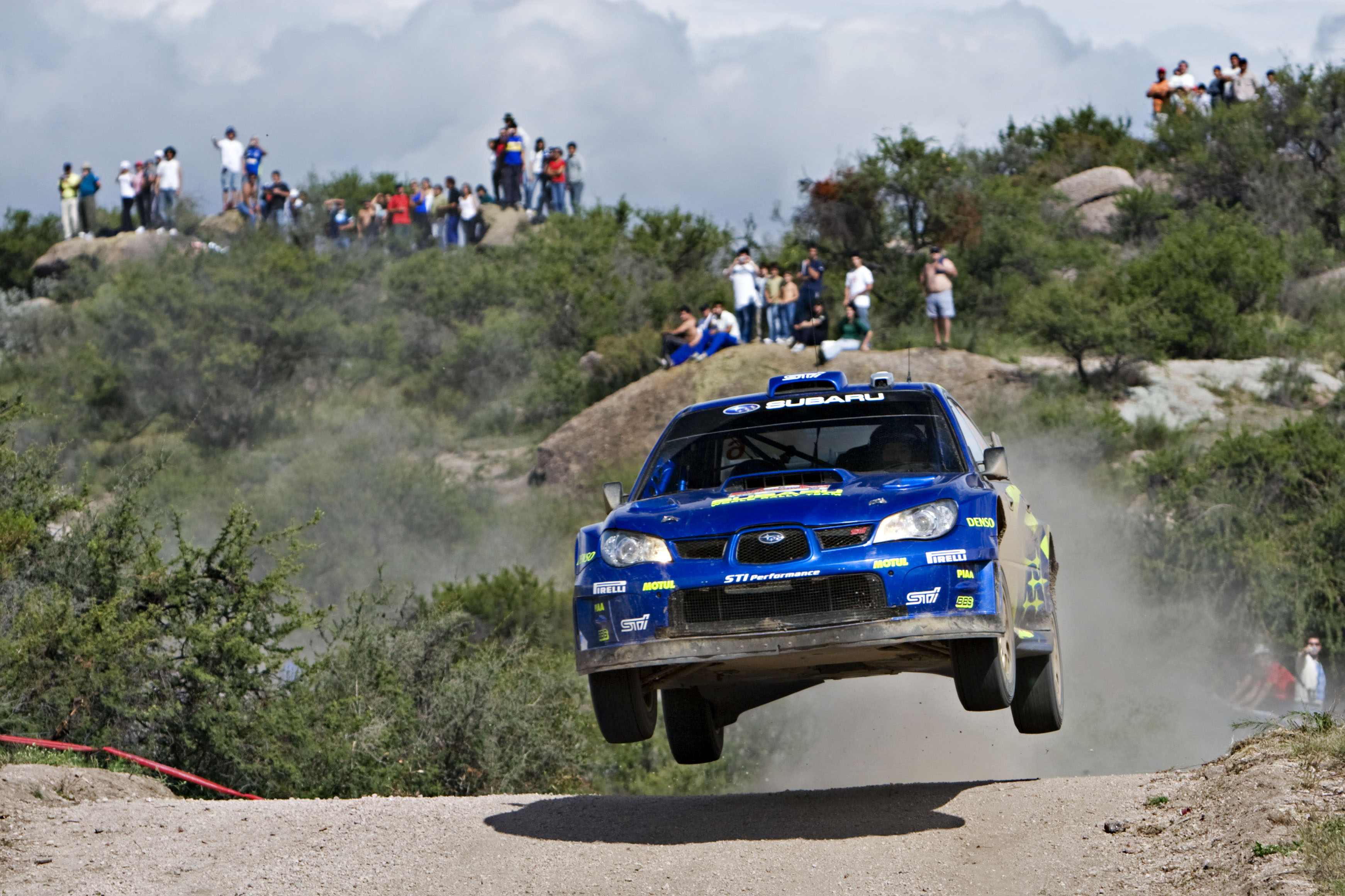
Ral·li en les Serres de Còrdova.

Després de recórrer gairebé 450 quilòmetres d'enllaç, la deixada anar del recorregut especial (cronometrat) de l'etapa 12 va ser establerta a la frontera entre les províncies de La Rioja i Còrdova, prop de l'encreuament de les rutes nacionals RN77 i RN38. El circuit competitiu va recórrer longitudinalment diverses vegades les Serres Grans cordoveses, territori tradicional del ral·li argentí. Inicialment va prendre adreça sud-oest, passant per Pantà del Cor fins al Parc nacional Feta fallida del Condorito. Allí va realitzar el seu primer gir de 180° cap al nord-oest travessant la Pampa de Achala (2200 m) en direcció als Gegants, per rotar cap al nord-est fins a la Pampa de Olaén. Allí va tornar a realitzar un segon gir de 180° cap al sud, passant prop del Préssec i Tanti, fins a arribar al Dic Els Molins. Allí va tornar a prendre un gir de 180° cap al nord, fins a l'arribada, pocs quilòmetres abans de l'ingrés a Vila Carlos Paz. El recorregut especial (cronometrat) va ser de 481 km, el més llarg de tota la competència, amb excepció dels camions que recorreran 267 quilòmetres. El recorregut total va ser de 931 km.
- Cotxes. En menys d'un minut van arribar els primers quatre competidors, amb el finlandès Mikko Hirvonen guanyant-li per menys d'un segon al de Qatar Nasser Al Attiyah, tots dos amb MINI. Per la seva banda els Peugeot dels francesos Cyril Despres i Stéphane Peterhansel van quedar relegats al vuitè i novè lloc. Per a l'última etapa Peterhansel -el pilot més laureado en la història del Dakar- va quedar primer amb un còmode avantatge de més de quaranta minuts. Segon va quedar Al Attiyah (+40:59), també amb un considerable avantatge sobre Giniel De Villiers (+1:07:16) i Hirvonen (+01:11:42). Bastant més enrere van quedar el sud-africà Leeroy Poulter (+1:36:16),el català Nani Roma (+1:46:38) i francès Cyril Despres (+1:55:05).[124][125]
- Motos. L'etapa va ser guanyada per Hélder Rodrigues amb una diferència de més de quatre minuts sobre l'australià Toby Price. Així, el portuguès va pujar del sisè al cinquè lloc de la general. D'aquesta manera Price va ampliar encara més el seu còmode lideratge sobre la resta. Per a l'última etapa s'obria una lluita amb totes les forces pels altres llocs del podi. L'eslovac Štefan Svitko (+37:39) va preservar el segon lloc amb un avantatge de gairebé vint minuts, mentre que en tercer lloc es va situar el xilè Pablo Quintanilla (+53:10), seguit de prop per l'argentí Kevin Benavídes (+57:28) amb prou feines una desena de segon sobre el portuguès Hélder Rodrigues (+57:29) i una mica més enrere el francès Antoine Méo (+01:14:50).[126][127]
- Quads. L'etapa va ser guanyada per l'argentí Marcos Patronelli, amb tot just 9 desenes de segon sobre el bolivià Walter Nosiglia. Amb aquest resultat els germans Patronelli es preparaven per enfrontar l'última etapa amb un còmode avantatge sobre la resta, disputant-se entre ells el primer lloc, amb Marcos com a líder a quatre minuts d'Alejandro Patronelli (+04:23). En la lluita pel tercer lloc es van alinear el rus Sergei Karyakin (+1:52:07), el sud-africà Brian Baragwanath (+1:57:30) i l'argentí Jeremías González Ferioli (+2:06:00). La resta dels competidors es mantenia a més de tres hores del punter.[128][129]
- Camions. No va haver-hi canvis substancials en la general. L'etapa la va guanyar el neerlandès Pieter Versluis. Enfrontant l'etapa final va quedar primer el neerlandès Gerard De Rooy al comando d'un Iveco, amb més d'una hora d'avantatge. En segon lloc va quedar el rus Airat Mardeev (+01:13:10) amb un Kamaz, amb trenta minuts d'avantatge sobre el seu seguidor. En tercer lloc es va situar l'argentí Federico Villagra (+01:43:35) amb un Iveco, també amb més de trenta minuts d'avantatge sobre el seu seguidor. Darrere es van situar el neerlandès Ton Van Genugten (+02:17:10), al comandament d'un altre Iveco i el neerlandès Hans Stacey (+02:28:57) amb un MAN. La resta es mantenia a gairebé quatre hores del punter.[130][131]

### Última etapa

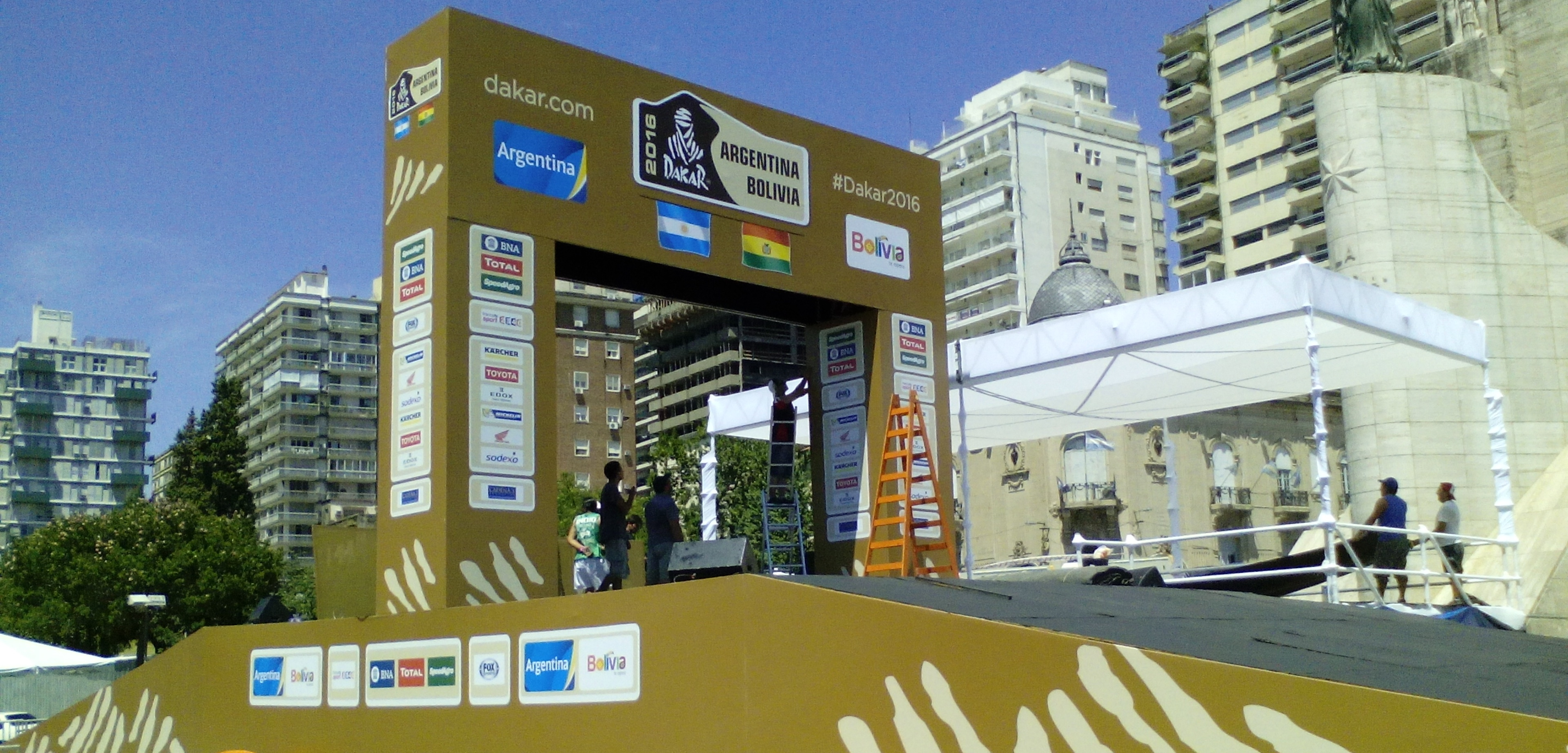
Rampa d'arribada a Rosario i podi del Dakar 2016.

L'última etapa va ser dissenyada amb un recorregut especial (cronometrat) de 180 quilòmetres des de la vora de l'Embassament de Riu Tercer fins a la localitat de les Figueres, sempre en territori cordovès. Es tracta d'un circuit sinuós, amb algunes zones ràpides, a través de superfícies de sorra, terra i pedregullo. Finalitzada l'etapa competitiva, els vehicles van marxar 194 quilòmetres, passant per Vila María, Bell Ville, Marcos Juárez, Armstrong i la Canyada de Gómez fins a arribar a Rosario, on va finalitzar la competència i es va realitzar la premiación.
- Cotxes. L'etapa final no va portar sorpreses. Sebastien Loeb va guanyar l'etapa, però les posicions finals principals no van variar. El campió va ser una vegada més el francès Stéphane Peterhansel amb Peugeot, obtenint el seu sisè Dakar en cotxes (2004, 2005, 2007, 2012, 2013, 2016) i el seu 13º títol en total. Els altres dos llocs del podi els van obtenir al de Qatar Nasser Al Attiyah (+34:58) amb MINI i el francès Giniel De Villiers (+1:02:47) amb Toyota.[133][134]
- Motos. L'etapa final va ser dominada per les motos que lluitaven pel tercer lloc en el podi (Quintanilla, Benavídes i Rodrigues). El campió del Dákar va ser l'australià Toby Price amb KTM, després d'haver sortit tercer en 2015. Segon va sortir l'eslovac Štefan Svitko (+39:41), també amb KTM. Tercer va ser el xilè Pablo Quintanilla (+48:48), amb Husqvarna.[135][136]
- Quads. L'etapa va ser guanyada pel sudáfricano Baragwanath, qui va aconseguir així desplaçar al rus Karyakin del tercer lloc en el podi final, amb els germans Patronelli regulant per mantenir el seu avantatge, mantenint-se sempre avanci Marcos. El campió del Dakar va ser l'argentí Marcos Patronelli, aconseguint així el seu tercer Dakar (2010, 2013 i 2016). El segon lloc va ser pel també argentí Alejandro Patronelli (+05:23). El tercer lloc va ser per al sud-africà Brian Baragwanath (+1:41:53). Els cinc primers llocs van ser guanyats per competidors que van utilitzar cuatriciclos Yamaha.[137][138]
- Camions. L'etapa final guanyada per Hans Stacey no va portar canvis en el podi final. El campió del Dákar va ser el neerlandès Gerard De Rooy al comando d'un Iveco, guanyant així el seu segon Dákar (2012 i 2016). El segon lloc va ser guanyat pel rus Airat Mardeev (+01:10:27) amb un Kamaz. El tercer lloc ho va obtenir l'argentí Federico Villagra (+01:40:55) amb un Iveco.[139][140]

## Classificacions finals
- Deu primers classificats en cadascuna de les quatre categories en competència.

### Motocicletes
| Pos | No. | Pilot              | Motocicleta | Equip                                  | Temps    | Dif.      |
| --- | --- | ------------------ | ----------- | -------------------------------------- | -------- | --------- |
| 1   | 3   | Toby Price         | KTM         | Red Bull KTM Factory Racing            | 48:09:15 |           |
| 2   | 5   | Štefan Svitko      | KTM         | Slovnaft Team                          | 48:48:56 | + 39:41   |
| 3   | 4   | Pablo Quintanilla  | Husqvarna   | Rockstar Energy Husqvarna Factory Team | 48:58:03 | + 48:48   |
| 4   | 47  | Kevin Benavides    | Honda       | Honda South America Rally Team         | 49:04:02 | + 54:47   |
| 5   | 7   | Hélder Rodrigues   | Yamaha      | Yamalube Yamaha Official Rally Team    | 49:04:59 | + 55:44   |
| 6   | 42  | Adrien van Beveren | Yamaha      | Yamalube Yamaha Junior Rally Team      | 49:55:44 | + 1:46:29 |
| 7   | 49  | Antoine Méo        | KTM         | Red Bull KTM Factory Team              | 50:06:02 | + 1:56:47 |
| 8   | 23  | Gerard Farrés      | KTM         | Himoinsa Racing Team                   | 50:10:15 | + 2:01:00 |
| 9   | 48  | Ricky Brabec       | Honda       | Team HRC                               | 50:20:42 | + 2:11:27 |
| 10  | 45  | Armand Monléon     | KTM         | KTM Warsaw Rally Team                  | 51:37:04 | + 3:27:49 |

### Quads
| Pos | No. | Pilot                | Quad   | Temps    | Dif.      |
| --- | --- | -------------------- | ------ | -------- | --------- |
| 1   | 252 | Marcos Patronelli    | Yamaha | 58:47:41 |           |
| 2   | 253 | Alejandro Patronelli | Yamaha | 58:53:04 | + 5:23    |
| 3   | 274 | Brian Baragwanath    | Yamaha | 60:29:34 | + 1:41:53 |
| 4   | 264 | Sergei Karyakin      | Yamaha | 60:32:06 | + 1:44:25 |
| 5   | 254 | Jeremías González    | Yamaha | 60:49:49 | + 2:02:08 |
| 6   | 257 | Nelson Sanabria      | Yamaha | 63:05:40 | + 4:17:59 |
| 7   | 256 | Walter Nostiglia     | Honda  | 63:13:51 | + 4:26:10 |
| 8   | 265 | Alexis Hernández     | Yamaha | 65:21:25 | + 6:33:44 |
| 9   | 266 | Sebastián Palma      | Yamaha | 67:03:14 | + 8:15:33 |
| 10  | 263 | Santiago Hansen      | Yamaha | 67:29:04 | + 8:41:23 |

### Cotxes
| Pos | No. | Conductor            | Copilot i mecànic   | Camió   | Equip                     | Temps    | Dif.      |
| --- | --- | -------------------- | ------------------- | ------- | ------------------------- | -------- | --------- |
| 1   | 302 | Stéphane Peterhansel | Jean-Paul Cottret   | Peugeot | Team Peugeot Total        | 45:22:10 |           |
| 2   | 300 | Nasser Al-Attiyah    | Mathieu Baumel      | Mini    | Axion X-Raid Team         | 45:57:08 | + 34:58   |
| 3   | 301 | Giniel de Villiers   | Dirk von Zitzewitz  | Toyota  | Toyota Gazoo South Africa | 46:24:57 | + 1:02:47 |
| 4   | 315 | Mikko Hirvonen       | Michel Périn        | Mini    | Axion X-Raid Team         | 46:27:28 | + 1:05:18 |
| 5   | 319 | Leeroy Poulter       | Robert Howie        | Toyota  | Toyota Gazoo South Africa | 46:52:53 | + 1:30:43 |
| 6   | 304 | Nani Roma            | Àlex Haro           | Mini    | Axion X-Raid Team         | 47:03:16 | + 1:41:06 |
| 7   | 321 | Cyril Despres        | David Castera       | Peugeot | Team Peugeot Total        | 47:11:14 | + 1:49:04 |
| 8   | 307 | Vladimir Vasilyev    | Konstantin Zhiltsov | Toyota  | G-Energy Team             | 47:23:55 | + 2:01:45 |
| 9   | 314 | Sébastien Loeb       | Daniel Elena        | Peugeot | Team Peugeot Total        | 47:44:19 | + 2:22:09 |
| 10  | 323 | Harry Hunt           | Andreas Schulz      | Mini    | All 4 Racing Team         | 48:33:40 | + 3:11:30 |

### Camions
| Pos | No. | Conductor         | Copilot i mecànic                | Camió   | Equip                          | Temps    | Dif.      |
| --- | --- | ----------------- | -------------------------------- | ------- | ------------------------------ | -------- | --------- |
| 1   | 501 | Gerard de Rooy    | Moi Torrallardona Darek Rodewald | Iveco   | Petronas Team de Rooy Iveco    | 44:42:03 |           |
| 2   | 500 | Ayrat Mardeev     | Aydar Belyaev Dmitriy Svistunov  | Kamaz   | Kamaz-Master                   | 45:52:30 | + 1:10:27 |
| 3   | 514 | Federico Villagra | Jorge Pérez Companc Andrés Memi  | Iveco   | La Gloriesa Team de Rooy Iveco | 46:22:58 | + 1:40:55 |
| 4   | 506 | Hans Stacey       | Serge Bruynkens Jan van der Vaet | MAN     | Eurol/Veka MAN Rally Team      | 47:05:04 | + 2:23:01 |
| 5   | 516 | Ton van Genugten  | Anton van Limpt Peter van Eerd   | Iveco   | Petronas Team de Rooy Iveco    | 47:13:02 | + 2:30:59 |
| 6   | 529 | Pascal de Baar    | Martin Roesink Wouter de Graaf   | Renault | Mammoet Rallysport             | 47:46:10 | + 3:04:07 |
| 7   | 502 | Eduard Nikolaev   | Evgeny Yakovlev Vladimir Rybakov | Kamaz   | Kamaz-Master                   | 48:21:26 | + 3:39:23 |
| 8   | 533 | Jaroslav Valtr    | Josef Kalina Jiří Štross         | Tatra   | Tatra Buggyra Racing           | 48:36:33 | + 3:54:30 |
| 9   | 510 | Pieter Versluis   | Marcel Pronk Artur Klein         | MAN     | Eurol/Veka MAN Rally Team      | 48:39:55 | + 3:57:52 |
| 10  | 518 | Pep Vila          | Xavi Colomé Marc Torres          | Iveco   | Petronas Team de Rooy Iveco    | 49:37:07 | + 4:55:04 |